# Dusona bharata
Dusona bharata är en stekelart som beskrevs av Gupta 1977. Dusona bharata ingår i släktet Dusona och familjen brokparasitsteklar. Inga underarter finns listade i Catalogue of Life.